# The Postal Service
The Postal Service é uma banda americana que é enquadrada em gêneros diferentes, como o indie rock ou o electropop, mas alguns fãs indicam influência da música new wave da década de 1980. A banda foi formada em 2001, quando Ben Gibbard (vocalista do Death Cab For Cutie) e Jimmy Tamborello (do Dntel) trabalharam juntos pela primeira vez.

## Formação
Gibbard escreveu e realizou os vocais na faixa "(This is) The Dream of Evan and Chan", do Dntel, lançada em 2001 no álbum "Life is Full of Possibilities". A colaboração deu certo e, no mesmo ano, os dois decidiram formar juntos um projeto paralelo. Como Gibbard morava em Seattle e Tamborello em Los Angeles, a parceria era feita à distância. Tamborello compunha e gravava as batidas eletrônicas. Gibbard recebia os CDs pelo correio e escrevia as melodias, enviando as novas gravações de volta para Tamborello na Califórnia. Quando chegavam a um consenso, Ben escrevia as letras das músicas. Por causa desta maneira de criar o álbum, os dois deram à banda o nome de The Postal Service (como é chamado o correio nos Estados Unidos).

## Componentes
Além de Gibbard e Tamborello, a banda conta com a participação de Jenny Lewis, vocalista da banda Rilo Kiley, e Jen Wood, uma artista de indie rock de Seattle. O músico Chris Walla, guitarrista e produtor do Death Cab For Cutie, participa em algumas faixas com guitarra, piano, bateria e vocais.

## Lançamento
O primeiro single "Such Great Heights" saiu em janeiro de 2003 e o álbum "Give Up" no mês seguinte, ambos pela gravadora Sub Pop - famosa por ter lançado Nirvana e Soundgarden, além de ser o selo atual de The Shins e Hot Hot Heat.
Apesar de terem carreiras ativas, todos os componentes da banda participaram da primeira turnê do The Postal Service, que foi um sucesso. A banda, ainda sem planos para um segundo álbum, indicou, no entanto, intenções de realizar outros shows no futuro.

## Problemas com o nome
Em 2004, o United States Postal Service (USPS), o correio americano, enviou uma carta à banda, alegando que o nome "Postal Service" era parte da marca registrada da empresa. Após negociações, o correio permitiu o uso da expressão no nome da banda. Em troca, o The Postal Service começou a realizar esforços de promoção do uso do correio postal e fez um show na conferência executiva nacional da empresa. O website do USPS vende CDs da banda em sua loja. 

## Sucesso
Em 2004, a faixa "Such Great Heights", regravada pela banda Iron & Wine, foi utilizada no filme Hora de voltar. O álbum da trilha sonora do filme fez enorme sucesso nos EUA e, como reflexo, a gravação original do The Postal Service passou a ser conhecida e divulgada nas rádios. Em 2005, a gravação do Iron & Wine foi trilha de um comercial do M&M's.
No Brasil e em Portugal, vários fãs têm notícias da banda e suas gravações pela internet, mas Give Up nunca foi lançado por nenhum selo nos dois países.

## Discografia

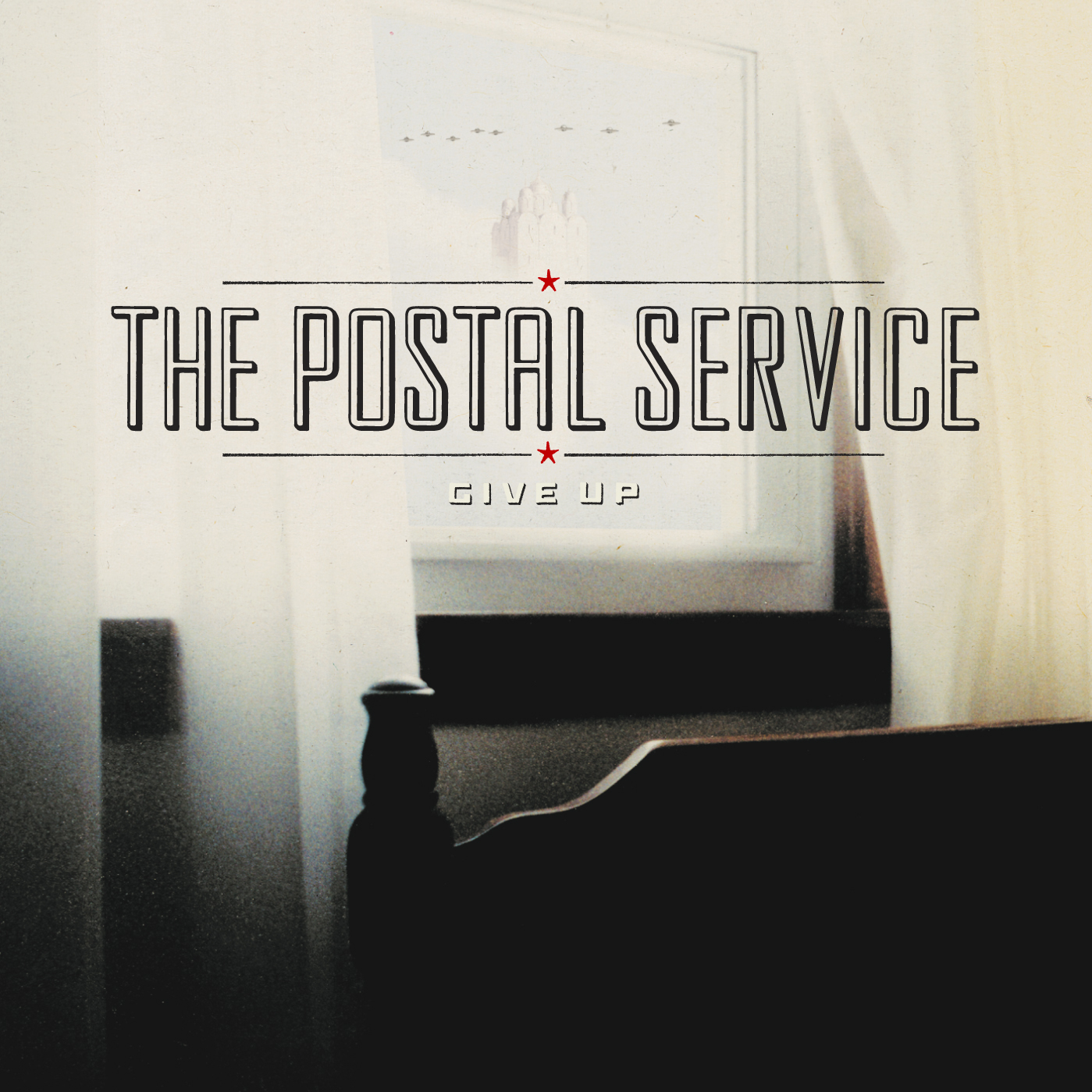
Álbum "Give Up" (2003)

### Such Great Heights(single)
- Lançado em 21 de janeiro de 2003 (EUA)

1. "Such Great Heights" (4:27)
2. "There's Never Enough Time" (3:33)
3. "We Will Become Silhouettes" (gravada por The Shins) (3:01)
4. "Such Great Heights" (gravada por Iron & Wine) (4:10)

### Give Up(álbum)
- Lançado em 18 de fevereiro de 2003 (EUA)

1. "The District Sleeps Alone Tonight" (4:44)
2. "Such Great Heights" (4:26)
3. "Sleeping In" (4:21)
4. "Nothing Better" (3:46)
5. "Recycled Air" (4:29)
6. "Clark Gable" (4:54)
7. "We Will Become Silhouettes" (5:00)
8. "This Place Is a Prison" (3:54)
9. "Brand New Colony" (4:12)
10. "Natural Anthem" (5:07)

### The District Sleeps Alone Tonight(single)
- Lançado em 8 de julho de 2003 (EUA)

1. "The District Sleeps Alone Tonight "
2. "The District Sleeps Alone Tonight" (DJ Downfall remix)
3. "Such Great Heights" (John Tejada remix)
4. "Suddenly Everything Has Changed" (cover de canção do The Flaming Lips)

### Ego Tripping At The Gates Of Hell - The Flaming Lips(EP)
- Lançado em 18 de novembro de 2003 (EUA)

1. "Do You Realize??" (The Postal Sevice Remix) (4:00)

### Wicker Park(trilha sonora do filme)
- Lançado em 24 de agosto de 2004 (EUA)

1. "Against All Odds" (3:50)

### Give Up(vinil)
- Lançado em 9 de novembro de 2004 (EUA)

- LP1: Give Up
  1. "The District Sleeps Alone Tonight"
  2. "Such Great Heights"
  3. "Sleeping In"
  4. "Nothing Better"
  5. "Recycled Air"
  6. "Clark Gable"
  7. "We Will Become Silhouettes"
  8. "This Place Is A Prison"
  9. "Brand New Colony"
  10. "Natural Anthem"

- LP2: B Sides
  1. "There's Never Enough Time"
  2. "We Will Become Silhouettes" (gravada por The Shins)
  3. "Such Great Heights" (gravada por Iron & Wine)
  4. "Suddenly Everything Has Changed" (cover de canção do The Flaming Lips)
  5. "The District Sleeps Alone Tonight" (DJ Downfall Persistent Beat Mix)
  6. "Such Great Heights" (John Tejada remix)

### We Will Become Silhouettes(single)
- Lançado em 8 de fevereiro de 2005 (EUA)

1. "We Will Become Silhouettes" (4:59)
2. "Be Still My Heart" (3:02)
3. "Nothing Better (Styrofoam Remix)" (3:31)
4. "We Will Become Silhouettes (Matthew Dear's Not Scared Mix)" (5:02)

### Be Still My Heart - Nobody Remix(single)
- Lançado em 14 de fevereiro de 2005 (EUA)

1. "Be Still My Heart (Nobody Remix)" (3:53)

### Verve Remixed, Vol. 3
- Lançado em 5 de abril de 2005 (EUA)

1. "Little Girl Blue" (Postal Service Mix) (5:20)